# 贵州黎阳航空发动机
贵州黎阳航空发动机公司是中国主要的航空发动机制造商，为国有企业，是中国航空发动机集团和中国航发动力股份有限公司 (上交所：600893)的附属公司。

## 产品
- 涡喷-7
- 涡喷-13
- 涡扇-13